# گلن‌مانت (مریلند)
گلن‌مانت (به انگلیسی: Glenmont) یک منطقهٔ مسکونی در ایالات متحده آمریکا است که در شهرستان مونتگومری، مریلند واقع شده‌است. گلن‌مانت ۱۳٬۵۲۹ نفر جمعیت دارد.